# Villanueva de los Castillejos
Villanueva de los Castillejos è un comune spagnolo di 2 643 abitanti situato nella comunità autonoma dell'Andalusia.